# 柿沼亨
柿沼 亨（かきぬま とおる、1981年5月13日 - ）は、埼玉県出身の元サッカー審判員、元サッカー選手。

## 来歴
市立浦和高等学校から筑波大学に進学し、蹴球部に入部。大学院修士課程進学後はジョイフル本田つくばFCでプレーを続け、大学院修士課程修了の2006年をもって現役を引退。
選手活動と並行してジュニア年代のサッカークラブのコーチも務めており、卒業後に日本サッカー協会 (JFA) テクニカルハウスと契約。2011年に1級審判員の資格を取得し、2013年には3級審判インストラクターの資格も取得した。2012年から日本フットボールリーグ (JFL) の主審を務め、2014年からは日本プロサッカーリーグ（Jリーグ）の主審も担当。2014年はJ3リーグのみだったが、2015年からはJ2リーグも担当し、2018年シーズンに初めてJ1リーグの試合も担当した。
2024年1月11日に開催された2024年第1回JFA理事会にて、2023年シーズンをもって1級審判員を引退することが報告された。

## 経歴
- 1級審判員登録：2011年12月[4]
- Jリーグ(J1)初主審：2018年4月11日 清水エスパルス対V・ファーレン長崎戦（IAIスタジアム日本平）
- Jリーグ(J2)初主審：2015年9月13日 ジェフユナイテッド千葉対京都サンガFC戦（フクダ電子アリーナ）
- Jリーグ(J3)初主審：2014年3月9日 SC相模原対ツエーゲン金沢戦（相模原ギオンスタジアム）
- Jリーグ(J3)初副審：2014年3月16日 FC町田ゼルビア対AC長野パルセイロ戦（町田市立陸上競技場）
- Jリーグ(カップ戦)初主審：2018年3月14日 V・ファーレン長崎対湘南ベルマーレ戦（トランスコスモススタジアム長崎）

## 議論となった判定

### 2018年11月24日・清水vs神戸
2018年11月24日に行われたJ1第33節・清水エスパルスvsヴィッセル神戸（IAIスタジアム日本平）で主審を担当。2-3で後半のアディショナルタイム (AT) に突入し、第4審は目安の時間を「4分」と表示した。
AT3分20秒過ぎ、清水MF河井陽介が神戸DF橋本和との接触で頭を負傷しピッチに倒れ込んだがプレーは続行され、しかし負傷した河井が起き上がれないままだったため、ボールがタッチラインを割ったAT3分40秒頃に試合を中断し治療に入った。河井は約4分間ピッチ上で治療を受けた後、担架に乗せられて退場、救急搬送された。ここで副審と連絡を取り、副審の一人が残り20秒で試合を終わらせる旨の主張をしたが、柿沼は結局4分の中断時間を残りのATに加算するミスを犯す。
さらに試合再開から約1分後、清水DF立田悠悟と神戸FWルーカス・ポドルスキが接触、立田が胸を押さえて倒れ込んだがここでもプレーが続行され、立田が起き上がれないままだったため、ボールがタッチラインを割った直後試合を中断し治療に入った。立田も3分間ピッチで治療を受け担架で運ばれて退場したが、この治療時間もATに加算された。その後104分（AT14分）に清水はMF石毛秀樹の入れたボールを攻撃参加したGK六反勇治が頭で合わせて同点に追いつくとさらに試合はヒートアップし、直後の105分（AT15分）に神戸FWウェリントンによる清水MF石毛へのタックルを機に両軍入り乱れての乱闘が勃発。柿沼はウェリントンに石毛への反則で警告を与えたが、納得のいかないウェリントンは猛抗議。柿沼はこれを審判への異議と捉えウェリントンに2度目の警告を与え、退場処分とした。怒りの治まらないウェリントンはなだめに入った六反を投げ飛ばすなど、試合は大荒れとなり、最終的にATは中断時間も含めて18分50秒、負傷退場者2人・退場者1人を出す後味の悪いものとなった。
試合後、柿沼はJFAの審判委員会から口頭注意を受けている。

### 2021年3月28日・群馬vs北九州
2021年3月28日に行われたJ2第5節・ザスパクサツ群馬vsギラヴァンツ北九州戦（正田醤油スタジアム群馬）で主審を担当。前半35分、北九州のコーナーキックの折り返しをFW富山貴光がヘディングで叩き込むが、これをゴールライン上で守っていた群馬MF中山雄登が体でブロックして阻止。このプレーに対して、柿沼は中山のシュートブロックが腕を使ったハンドだと判断、著しい得点機会の阻止と判断してレッドカードを提示する。試合中継のVTR映像を見る限り、中山が左腕を上げたタイミングで胸にボールを当ててブロックしたようにも見え、群馬の選手らが抗議するが、最終的に判定は覆らず、中山は退場処分となり、北九州に与えられたPKをDF永田拓也が押し込んで得点、これが決勝点となった。
このプレーに対して、Jリーグは中山に対して『著しい反則行為』に該当するとして1試合の出場停止処分を科したが、試合後も議論を呼ぶ形となった。群馬は「弊クラブといたしましては、起きてしまった事象に対して下されたいかなる処分も受け入れます」と前置きした上で、「日本サッカー界におけるレフェリングの質の向上」と今後このような事象が起きない為の「Jリーグ全カテゴリーでのVARの早期導入」「審判団のコミュニケーションの徹底」などを求める改善策を社団法人日本プロサッカーリーグに提案している。

## 出場記録
| 国内大会個人成績 | 国内大会個人成績 | 国内大会個人成績 | 国内大会個人成績 | 国内大会個人成績 | 国内大会個人成績 | 国内大会個人成績 | 国内大会個人成績 | 国内大会個人成績 | 国内大会個人成績 | 国内大会個人成績 |
| 年度             | J1               | J1               | J2               | J2               | J3               | J3               | リーグ杯         | リーグ杯         | 天皇杯           | 天皇杯           |
| 年度             | 主審             | 副審             | 主審             | 副審             | 主審             | 副審             | 主審             | 副審             | 主審             | 副審             |
| ---------------- | ---------------- | ---------------- | ---------------- | ---------------- | ---------------- | ---------------- | ---------------- | ---------------- | ---------------- | ---------------- |
| 2013             | -                | -                | -                | -                | -                | -                | -                | -                | 1                | 0                |
| 2014             | 0                | 0                | 0                | 0                | 12               | 16               | 0                | 0                | 0                | 0                |
| 2015             | 0                | 0                | 3                | 0                | 11               | 9                | 0                | 0                | 1                | 0                |
| 2016             | 0                | 0                | 22               | 0                | 0                | 0                | 0                | 0                | 2                | 0                |
| 2017             | 0                | 0                | 19               | 0                | 0                | 0                | 0                | 0                | 2                | 0                |
| 2018             | 9                | 0                | 11               | 0                | 0                | 0                | 3                | 0                | 3                | 0                |
| 2019             | 0                | 0                | 16               | 0                | 0                | 0                | 0                | 0                | 1                | 0                |
| 2020             | 0                | 0                | 19               | 0                | 0                | 0                | 0                | 0                | 1                | 0                |
| 2021             | 0                | 0                | 18               | 0                | 0                | 0                | 1                | 0                | 1                | 0                |
| 2022             | 0                | 0                | 29               | 0                | 0                | 0                | 1                | 0                | 2                | 0                |
| 2023             | 0                | 0                | 21               | 0                | 0                | 0                | 0                | 0                | 1                | 0                |
| 通算             | 9                | 0                | 158              | 0                | 23               | 25               | 5                | 0                | 15               | 0                |

- 日本フットボールリーグ(JFL)

| JFL個人成績 | JFL個人成績 | JFL個人成績 |
| 年度        | 主審        | 副審        |
| ----------- | ----------- | ----------- |
| 2006        | 0           | 4           |
| 2007        | 0           | 3           |
| 2010        | 0           | 3           |
| 2011        | 0           | 1           |
| 2012        | 4           | 3           |
| 2013        | 11          | 5           |
| 通算        | 15          | 19          |

- その他の国内公式戦
  - 日本クラブユースサッカー選手権
  - 全国高等学校サッカー選手権
  - 高円宮杯全日本ユースサッカー選手権
  - 高円宮杯 JFA U-18サッカープレミアリーグ
  - 関東大学サッカーリーグ
  - 総理大臣杯全日本大学サッカートーナメント
  - 全日本大学サッカー選手権
  - 全国社会人サッカー選手権大会
  - 全国地域サッカーチャンピオンズリーグ

## 決勝担当
| 開催年月日     | 大会                               | 対戦カード     | 対戦カード   | 結果        | 会場               | 担当  |
| -------------- | ---------------------------------- | -------------- | ------------ | ----------- | ------------------ | ----- |
| 2013年10月23日 | 第49回全国社会人サッカー選手権大会 | グルージャ盛岡 | レノファ山口 | 1-1 (PK4-5) | 島原市営陸上競技場 | 副審  |
| 2013年12月25日 | 第62回全日本大学サッカー選手権大会 | 国士舘大学     | 大阪体育大学 | 1-3         | 国立競技場         | 第4審 |

## 注記
1. ↑  この続行のジャッジについて、JFAトップレフェリーグループシニアマネジャーの上川徹は、2018年12月17日に行われた日本サッカー協会 (JFA) 審判委員会のレフェリーブリーフィングにおいて「接触の時点で橋本のファールを取るべきであった」と指摘[5]。またJリーグが配信した「Jリーグジャッジリプレイ」でこの場面が取り上げられた際[6]、直前の清水DF立田悠悟と神戸DF大崎玲央の接触も大崎のファールを取るに値したとしている。
2. ↑  AT（アディショナルタイム）以外の通常の90分の試合中にて計時を止めた場合、延長時間として、その止めた時間の相当がATに加算されるが、AT中にて計時を止めた場合は、その止めた時間の相当はATには加算されず、追加の延長にはならず、中断の有無に関わらず追加の延長無しで、当初のAT予定時間のままATが進行される[7]。
3. ↑  上川はこのジャッジを「明らかに警告が必要な（ポドルスキの）ファウル」との見解を出した[5]が、実際には「レフェリーはボールを見ていて、反則行為を見られていなかった」ため[7]、ポドルスキにイエローカードは掲示されなかった。
4. ↑  J1リーグでのGKによる得点は、1996年11月9日に田北雄気（浦和レッズ）が横浜フリューゲルス戦でPKにより記録して以来、22年ぶり2人目、Jリーグ全体でも9人目の快挙。